# Kalifornien oder Tod
Kalifornien oder Tod (frz.: La Caravane) ist ein Album der Comicserie Lucky Luke. Es wurde von Morris gezeichnet und von René Goscinny getextet und erschien erstmals 1962/1963.

## Handlung
Lucky Luke lässt sich überreden, einen Siedlertreck nach Kalifornien anzuführen. Unterwegs passieren zahlreiche unerklärliche Sabotageakte. Kurz vor dem Ziel wird der erpresserische ehemalige Treckführer verhaftet. Aus Rache, wegen seiner Absetzung, hatte er – als alte Frau verkleidet – versucht den Treck zu sabotieren.

## Veröffentlichung
Die Geschichte wurde erstmals 1962 bis 1963 im Magazin Spirou veröffentlicht, 1964 erfolgte ein Album bei Dupuis. In Deutschland erschien die Geschichte erstmals 1969 als Fix-und-Foxi-Super-Heft, 1974 im Magazin Zack und 1984 als Album bei Ehapa (Band 39).
Die Geschichte wurde 1984 für die Lucky Luke-Zeichentrickserie verfilmt. Die Geschichte ist auch Grundlage des Zeichentrick-Langfilmes Lucky Luke – Auf in den Wilden Westen von 2007.